# Kloster Stolpe
Kloster Stolpe ist ein ehemaliges Kloster in Stolpe an der Peene in der Nähe von Anklam. Es war das erste und damit älteste Kloster in Pommern. Die Reste des westlichen Untergeschosses der Klosterkirche können in Stolpe besichtigt werden.

## Gründung als Benediktinerkloster
Das Kloster wurde am 3. Mai 1153 durch Herzog Ratibor I. und Bischof Adalbert von Pommern in Stolpe an der Peene gegründet. Stolpe war ein Ort mit Krug und Zoll, dem Krug im Land Groswin, dem Schiffszoll eines Flusses Ribenitz und einen dort gelegenen Marktflecken mit Ackerflächen und Wiesen.
Zwischen 1147 oder 1148 (nach anderen Angaben 1134 und 1136) war hier in der Nähe der Peene Ratibors Bruder, der zum christlichen Glauben übergetretene Herzog Wartislaw I., erschlagen worden. Dass es sich bei seinem Mörder um einen heidnischen Liutizen gehandelt haben soll, ist nicht belegt. Möglicherweise befand sich in Stolpe eine slawische Kultstätte.
Durch die geringe Zahl von Mönchen ist aus den ersten beiden Jahrzehnten des Stolper Priorats nur wenig überliefert. Als sich im Zusammenhang mit den dänisch-wendischen Kämpfen 1164 Heinrich der Löwe und der dänische König Waldemar I. zur Absprache einer Familienbindung beider Fürsten in der Burg Groswin trafen, suchte Waldemar anschließend das Priorat in Stolpe auf, während Heinrich der Löwe nach Demmin zog. 
Am 15. August 1176 empfing der Stolper Propst Helmwig gemeinsam mit dem künftigen Abt des Klosters Kolbatz, Eberhard, vom Bischof Konrad I. die Benediktion empfangen.

## Entwicklung
Die ersten Benediktinermönche Hirsauer Observanz kamen mit dem vom Abt Arnold des Benediktinerklosters Berge bei Magdeburg entsandten Gründungskonvent. Die Gründung des Klosters Stolpe ist zugleich ein erstes Ergebnis der Magdeburger Kirchenpolitik in Pommern. Neben dem Propst Helmwig kamen als erste Mönche noch die Priester Dietrich und Bruningus aus dem Kloster Berge.

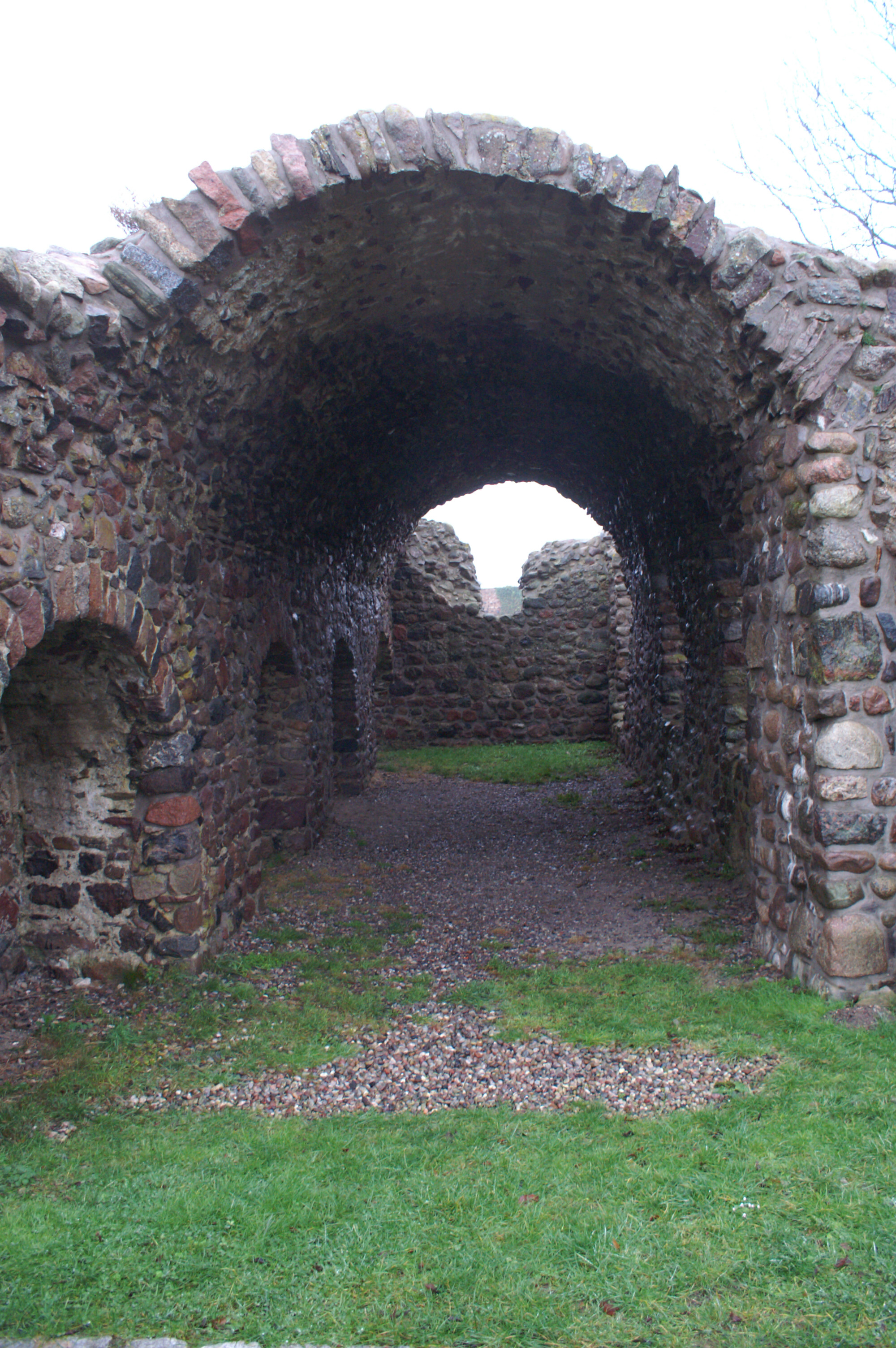
Gewölbe unter der Ruine

Bei seiner Gründung war das Kloster nicht sehr umfangreich ausgestattet, und so bildete das Dorf Stolpe den ersten Landbesitz. Vor allem durch bischöfliche und herzogliche Zuwendungen verstand das Kloster im 13. Jahrhundert seinen Besitz auszudehnen. War die erste Erwerbsphase, deren Ende von einer Urkunde Herzogs Bogislaws I. aus 1182 und einer von Papst Honorius III. ausgestellten Besitzbestätigung von 1226/27 markiert wird, noch durch vorrangigen Grundbesitzerwerb in der näheren Umgebung von Stolpe bestimmt, so traten nun auch weiter entfernt liegende Besitzkomplexe in das Interesse des Konvents.
Im Bereich des Gützkower Fürstentums waren es die Dörfer Quilow, Polzin und mehrere heute nicht mehr existierende Ortschaften. 1222 wurde das Dorf Liepen als Schenkung durch Herzogin Ingardis dem Kloster übergeben. Dobroslawa, Tochter Herzogs Bogislaw II., übereignete 1226 als „Gräfin tho Gützkow“ weitere Güter aus den Gützkower Besitzungen.
Über hundert urkundliche Erwähnungen von Besitzungen des Klosters sind erhalten geblieben, unter anderem auch seit 1243 des Dorfes Korswandt, des Baches Lassovniza, eines Waldes und des Wolgastsees auf der Insel Usedom. Die Mühlen im Klosterbesitz stellten eine ergiebige Einnahmequelle dar. Nachweisbar sind elf Wasser- und Windmühlen.
Ende des 13. Jahrhunderts kam es zum wirtschaftlichen Niedergang des Klosters. Nachrichten hierüber fehlen fast völlig, doch auch der Konvent selbst schien in eine schwere Krise geraten zu sein. Am 9. Oktober 1301 schloss Abt Gottfried mit dem Benediktinerkloster in Cismar einen bedeutenden Bruderschaftsvertrag ab. Er sollte als Grundlage der Reformierung des Klosters Stolpe durch das Kloster Cismar dienen und die vorhandenen Missstände in der klösterlichen Disziplin verändern. Der Vertrag sah weiter vor, dass die beiden Klöster gegenseitig ihre Mönche wie die eigenen aufnehmen sollten. Der Cismarer Abt erhielt den Auftrag, zusammen mit zwei anderen Mönchen alle zwei Jahre das Kloster Stolpe zu visitieren. Der Vertrag mit dem Kloster Cismar schien dem Stolper Kloster nur wenig geholfen zu haben. Denn 1304 wurde in Stolpe die Zisterzienserregel eingeführt und der Abt verlor kurze Zeit später bedeutende Privilegien.
Das Kloster hat bis dahin keine eigenen Priorate gegründet. Der Stolper Kirchenbesitz reicht bis in die Gründungszeit zurück, als 1153 Bischof Adelbart dem Konvent die Kirche in Stolpe übertrug.

## Übergang zu den Zisterziensern
Unter Abt Diethmar vollzog sich 1304 der Übertritt des Klosters zum Zisterzienserorden. Das Generalkapitel in Citeaux bestimmte Kloster Pforta an der Saale zum Mutterkloster, Dünamünde und Falkenau in Livland wurden zu Töchterklöstern von Stolpe. Dünamünde verkaufte man 1305 an den Deutschen Orden. Der dortige Zisterzienserkonvent siedelte nach Padise bei Reval in Estland über, wo 1310 ein neues Kloster gegründet wurde. Die endgültige Aufnahme in den Zisterzienserorden geschah 1305. Patronate besaß das Kloster für die Kirchen Liepen, Neuenkirchen (1300), Rathebur, Wusseken (1296) sowie in Ziethen (1237) einschließlich der Filialkirchen Rubkow und Bünzow.
Durch die Vermehrung der Güter besserte und festigte sich die wirtschaftliche Lage. Das Kloster verfügte über ein Krankenhaus und eine Bibliothek. 1348 umfasste der Stolper Konvent außer dem Abt 13 Mitglieder. Abt Johann von Stolpe förderte die Gründung der Universität Greifswald. Im 14. Jahrhundert erlebte Stolpe eine wirtschaftliche Blütezeit, doch Ende des 15. Jahrhunderts zeichnete sich nach Verkauf von Besitzungen auch der geistliche Niedergang im Kloster ab.

## Reformation
Während der Visitation 1520 wurde noch ein neuer Abt gewählt, um das religiöse Leben zu erneuern. Doch am 27. August 1532 einigten sich die Herzöge Barnim XI. und Philipp I. zu Wolgast über die Enteignung des Klosters. Welche Stellung die Mönche zur Reformation eingenommen hatten, ist nicht bekannt. Der letzte Abt von 1531 bis 1534 war Matthias. Bei der Säkularisation 1534, durch den Landtag in Treptow an der Rega beschlossen, gelangte das Kloster mit seinen Ländereien in den Besitz der Herzöge von Pommern-Wolgast, die hier das Amt Stolpe einrichteten.
Im Dreißigjährigen Krieg wurde das Kloster durch einen Brand und Plünderungen beschädigt. Kaiserliche Truppen hatten sich dort verschanzt und waren vom schwedischen Heer beschossen worden. 1648 kam Stolpe zu Schweden und 1720 zu Preußen.

## Gebäude

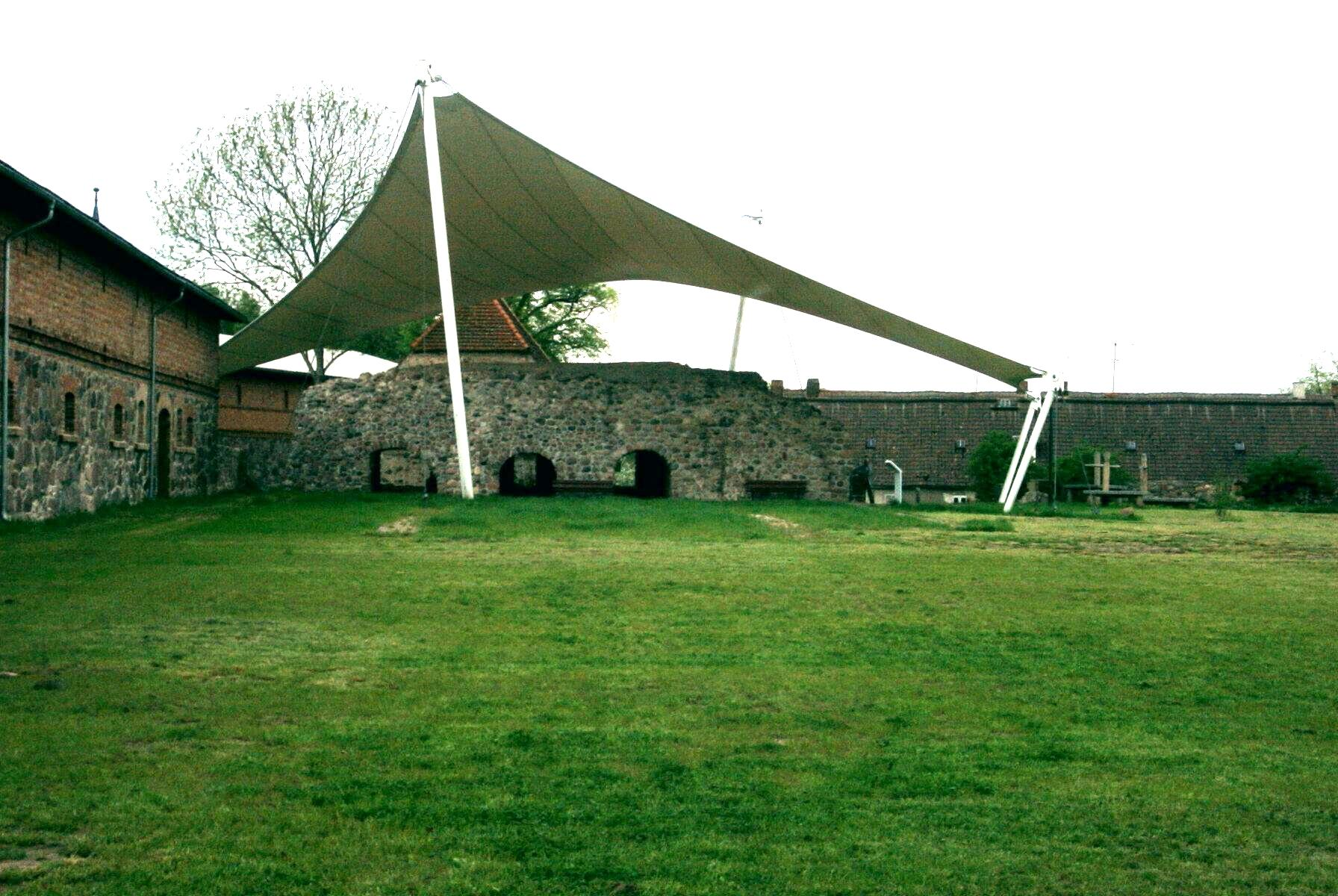
Schutzzelt über der Klosterruine Stolpe

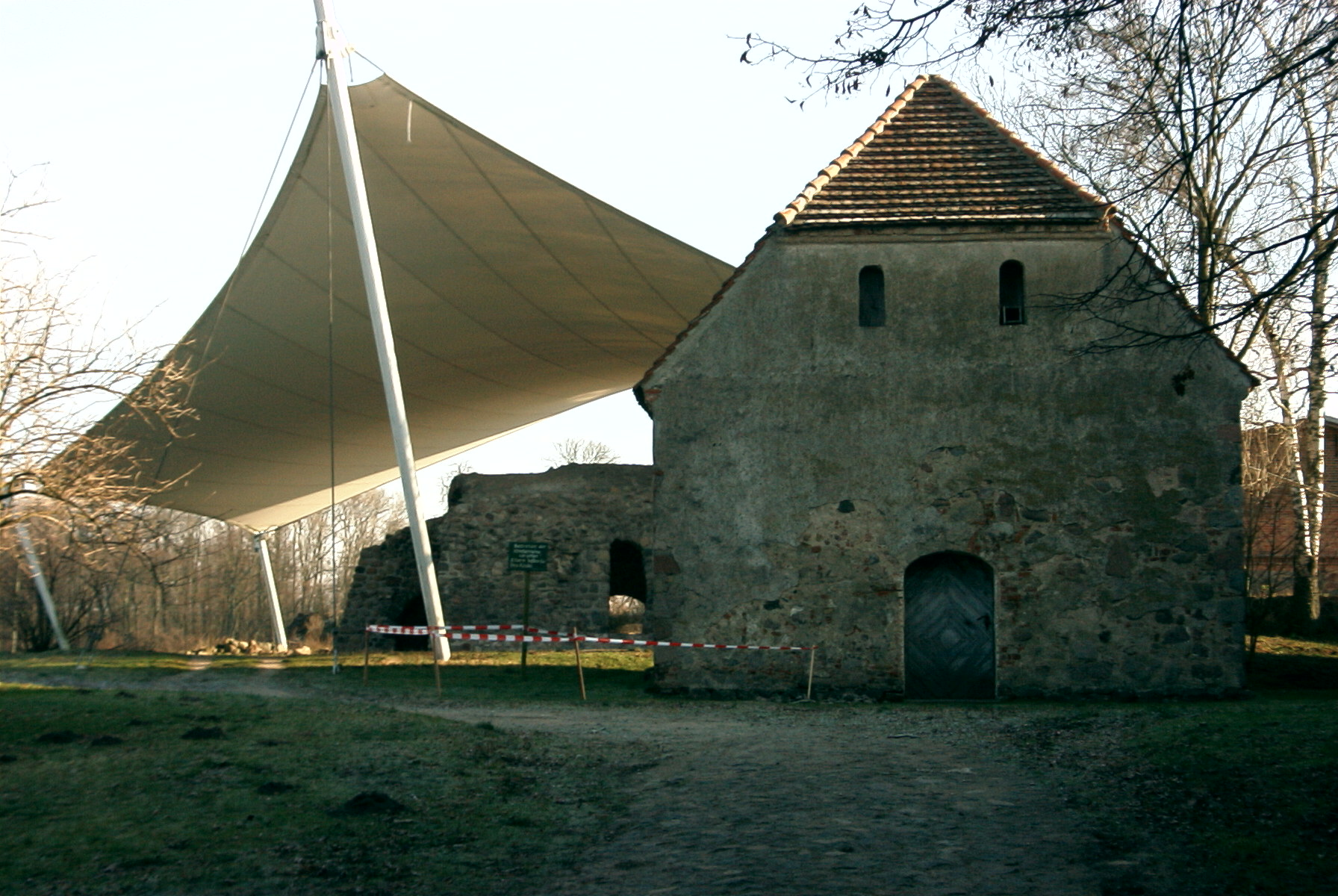
Amtshaus am Kloster Stolpe

Von dem ursprünglichen Klosterbau haben sich nach den Zerstörungen des Dreißigjährigen Krieges nur sehr wenige Reste erhalten. Erste baugeschichtliche Untersuchungen fanden gemeinsam mit archäologischen Grabungen erstmals im Sommer 1957 bis 1960 an der Ruine statt. Neuerliche Grabungsfunde von 2002 lassen ansatzweise eine Rekonstruktion der bis 1190 errichteten Klosterkirche zu. Es handelt sich um einen dreischiffigen Feldsteinbau ohne Querschiff. Der Chor war durch eine breite Wandvorlage und Gurtbögen in zwei gleich große Räume unterteilt und vom Mittelschiff abgegrenzt und trat nur mit seinem östlichen gerade geschlossenen Altarraum in der Länge über die Seitenschiffe hinaus. Die Kirche besaß zwei Nebenchöre, von denen der nördlich nachgewiesen wurde. Weitere Grabungen in diesem Bereich waren durch die spätere Überbauung des Areals mit einer Gutsanlage nicht möglich. Nach der Grabung von 2002 wurden Ausmaße der Klosterkirche mit den ergrabenen Fundamenten der Pfeiler mittels Pflasterung im Rasen markiert. Nach dem Abschluss der Grabungen wurden weitere Sicherungen am Gebäuderest vorgenommen und über der Ruine wurde ein Zeltdach errichtet. Das geschah in Vorbereitung der Jubiläumsfeierlichkeiten 2003 (850 Jahre Kloster Stolpe). Leider ist das Zelt nach einem Sturm 2005 zusammengebrochen.
Die Einheitlichkeit des Bauplans, des Materials und seiner Behandlung deuten darauf hin, dass die Kirche einschließlich des Westturms ohne große Unterbrechung in einer Bauphase entstanden ist. Heute ist nur noch die Ruine des Westturms vorhanden.
Urkundlich belegt sind weitere Bauten zu Beginn des 15. Jahrhunderts, ohne dass diese sich im Grabungsbereich eindeutig lokalisieren lassen. Die erste Bauphase dürfte spätestens Mitte des 12. Jahrhunderts eingesetzt haben. Der Chor und das Langhaus waren bereits 1176 fertiggestellt, als Bischof Konrad I. von Salzwedel und Herzog Kasimir von Pommern anlässlich der Kirchweihe einer Rundkapelle im Kloster weilten. Die Weihe einer weiteren Kapelle ist aus dem Jahr 1423 überliefert. Diese capella rotunda konnte bisher archäologisch nicht nachgewiesen werden. Völlig offen ist auch die Zweckbestimmung dieser Rundkirche. Eine Deutung als Grab- und Gedächtniskirche für Wartislaw I. wird gegenüber einer Taufkapelle vorgezogen.
Neben der Klosterruine steht das Amtshaus, das aus Materialien des Klosters errichtet wurde. Es diente als Verwaltergebäude des herzoglichen Amtes Stolpe. Später diente es bis zum Neubau der Stolper Kirche als Kirchenraum. Heute beherbergt es eine Sammlung von Trogmühlen und anderen Mühlsteinen vom Neolithikum bis zur Slawenzeit.
Während der Zerstörung der Klosteranlage durch die schwedischen Truppen am 27. August 1637 scheinen nicht alle Bauten vernichtet worden zu sein, denn 1654 wurde noch von Resten der Rundkirche berichtet. Diese wurden in den Folgejahren geschleift und zur Gewinnung von Baumaterial genutzt. Ein frühgotischer Giebel am südlichen Seitenflügel des Gutshauses Stolpe könnte noch aus Klosterzeiten stammen.
Zwei Glocken aus dem 15. Jahrhundert sowie acht Votivscheiben mit biblischen Darstellungen befinden sich heute in der Kirche in Medow.

## Äbte und Pröpste des Klosters
Namen und Jahreszahlen bezeichnen die urkundlich nachweisbare Erwähnung als Abt bzw. Propst

### Propst
- 1153–1156 Helmwig

### Abt
- 1176–1183 Helmwig
- 0000–1184 Heinrich
- 1186–1189 Hartung
- 1216–1219 Siegfried
- 1225–1252 Gottschalk
- 1251–1264 Günther
- 1267–1296 Rudolf (Radulf)
- 1276–1279 Hildebrand
- 1281–0000 Hildebrand
- 1286–1287 Hildebrand
- 1299–1301 Gottfried
- 1303–1305 Dithmar
- 1531–1534 Matthias

## Siegel
Ein Konventsiegel hat sich an einer Urkunde des Abtes Radulf von 1283 erhalten, die sich heute im Stadtarchiv Lübeck befindet. Die Urkunde trägt auch das Siegel des Abtes. Das Konventsiegel befand sich seit 1301 in der Verwahrung des Priors, des Kustus und des Kantors unter dreifachem Verschluss. Die Siegelumschrift lautet: Sigillum Capituli (Stol)pensis ecclesie.
Das Siegel des Abtes Radulf ist spitzoval und zeigt im Siegelbild eine auf einem mit Schwanenhälsen verzierten Stuhl thronende Abtsfigur mit aufgeschlagenem Buch in der rechten Hand und mit Abtsstab in der linken. Die Umschrift lautete: S(igillum) Radolfi Abb(atis) S(an)c(t)i Ioh(ann)is in Stolp.
Ein Wappen der Abtei Stolpe ist nicht überliefert.